# 스펠렁커
《스펠렁커》(Spelunker)는 미국 회사 마이크로그래픽 이미지의 티모시 G. 마틴이 개발한 1983년 플랫폼 게임이다. 한 탐험가가 지표면부터 시작해서 깊은 동굴의 끝까지 찾아가 보물을 획득하는 것이 게임의 목표이다. 최초로 아타리 8비트 컴퓨터 기종으로 먼저 발매됐고, 이후 1984년 브로드번드가 코모도어 64 이식판을 출시했다. 이듬해 1985년에 토세가 개발한 패밀리 컴퓨터판과 아이렘이 제작한 아케이드판이 일본에서 발매됐다.
불친절한 레벨 디자인과 악명높은 난이도와 플레이어의 도전욕구를 일으키는 요소가 되어 일본에서 큰 돌풍을 일으켰고, 뒤이어 일본의 아이렘이 독자적으로 제작한 아케이드 게임 《스펠렁커》와 패미컴판 후속작 《스펠렁커 II: 용사로의 도전》이 출시됐다.